# Caisse nationale de retraite et de prévoyance sociale
La Caisse nationale de retraite et de prévoyance sociale (CNRPS) est un organisme de sécurité sociale tunisien chargé d'assurer la couverture sociale des fonctionnaires et agents du secteur public. L'affiliation de ces derniers à la CNRPS est obligatoire.
Elle est créée en 1975 de la fusion de la Caisse nationale de retraite et de la Caisse de prévoyance sociale (toutes deux mises sur pied en 1959) qui se partageaient le domaine de la retraite et de l'assurance maladie. La CNRPS jouit depuis de la personnalité civile et de l'autonomie financière.
Majid Elouni en est le PDG depuis le 13 novembre 2024.